# 폴로크 지방

폴로크 지방의 위치

폴로크 지방(마케도니아어: Полошки регион, 알바니아어: Rajoni Pollog)은 북마케도니아를 구성하는 8개의 통계 지방 가운데 하나로 면적은 2,479km², 인구는 319,532명(2014년 기준), 인구 밀도는 130명/km²이다. 북마케도니아 북서부에 위치한다.
서쪽으로는 알바니아, 북쪽으로는 코소보와 국경을 접하며 동쪽으로는 스코페 지방, 남쪽으로는 남서부 지방과 접한다. 9개 지방 자치체(보고비네시, 브르베니차시, 고스티바르시, 예구노프체시, 마브로보 로스투샤시, 테아르체시, 테토보시, 브랍치슈테시, 젤리노시)가 이 지방에 속한다.